# Gespensterschiff (Bremerhaven)
Als Gespensterschiff wird das ehemalige Minensuchboot FM 21, später Vermessungsschiff Peilboot III bezeichnet, das im Mai 1933 von der Marine-SA erworben wurde. Auf dem zu diesem Zeitpunkt namenlosen Schiff wurden in Bremerhaven zwischen Mai und Oktober 1933 politische Gegner der Nationalsozialisten bei speziellen Verhören geschlagen und gefoltert. Das Schiff wurde kurz nach dem Krieg verschrottet.

## Geschichte
Baubeginn für das Schiff war am 14. Dezember 1918 auf der Seebeck-Werft in Geestemünde. Am 1. April 1919 wurde es als Flachgehendes Minensuchboot FM 21 in Dienst gestellt. Zwischen 1920 und 1922 wurde das Schiff zum Peilboot umgebaut und am 1. April 1922 als Peilboot III von der Reichsmarine übernommen. Am 1. Oktober 1928 wurde es wegen zahlreicher Mängel ausgemustert und 7. August 1930 an die Firma Mützelfeldt in Cuxhaven verkauft. Im Mai 1933 erwarb die Marine-SA in Bremerhaven das ausrangierte Minensuchboot und überführte es nach Bremerhaven. Ohne Namensgebung und ohne wieder in den aktiven Dienst genommen zu werden, lag das Schiff erst im Neuen Hafen, ab Juli 1933 dann im Alten Hafen. Ab Ende 1933 lag das Schiff verlassen im Hafen und wurde 1939 aufgelegt. Während eines britischen Luftangriffs am 24. Oktober 1944 sank das Schiff in flachem Hafenwasser. Je nach Quelle wurde das Schiff entweder kurz nach dem Krieg gehoben und vor Ort abgebrochen oder wieder schwimmfähig gemacht und als Kriegsbeute nach Frankreich gegeben, wo es vor seiner Verschrottung als Hulk diente.

### Geschehnisse auf dem Gespensterschiff
„Zu besonders schlimmen Misshandlungen politischer Gefangener kam es auf dem Gespensterschiff. Hier wurden in den ersten Monaten des Faschismus besonders Kommunisten „vernehmungsreif“ und „aussagebereit“ geschlagen. Der Widerstand der KPD sollte im Keim erstickt werden.“

Auf dem „Gespensterschiff“ wurden speziell Gefangene vernommen, die in den normalen Gefängnissen nicht die von der Polizei gewünschten Aussagen machten. Die im Göring-Erlass geforderten Geständnisse konnten auf dem etwas abseits gelegenen Schiff besser erreicht werden. Mit Hilfe von Folterungen wurden die Gefangenen zu Geständnissen über angeblich begangene Verbrechen gezwungen. Auf dem Schiff wurde mit Gummiknüppeln, Stahlruten, Fäusten und mit Nägeln bestückten Holzleisten geschlagen. Die Schreie der Gefolterten riefen in der Bevölkerung Proteste hervor und gaben dem Schiff in der Bevölkerung den Namen Gespensterschiff. Um weitere Schreie zu unterdrücken, bekamen die Gefangenen Kissen ins Gesicht gedrückt, bevor sie geschlagen wurden. 
Ab Oktober 1933 wurde das Gespensterschiff nicht mehr von der SA für Verhöre genutzt. Die politischen Feinde wurden von da an in Konzentrationslager wie KZ Neuengamme, KZ Sachsenhausen oder KZ Dachau verbracht.
Die Zahl der Menschen, die auf das Gespensterschiff verschleppt wurden, steht nicht genau fest, sie wird aber auf „Hunderte“ geschätzt. Das Schiff verblieb anschließend im Alten Hafen und wurde dort 1939 aufgelegt. Es ist am 24. Oktober 1944 dort bei einem Luftangriff gesunken resp. verloren gegangen.

### Aufarbeitung vor Gericht
Ab 29. August 1948 berichtete die Nordsee-Zeitung über den „Gespensterschiffprozeß“. Die Überschriften der Artikel waren „Das Recht stand uns gar nicht zu“ (8. Oktober 1948), „Ich habe wie ein wildes Tier geschrien“ (dgl.), „Zeugin wurde mit Reitpeitsche geschlagen“ (20. Oktober 1948), „Nackend und mit Ketten gefesselt“ (27. Oktober 1948), „Bestialisch zugerichtet“ (dgl.), „37 Jahre Zuchthaus beantragt“ (5. November 1948), „Montag Urteile des Schwurgerichts“ (10. November 1948) und „Das Urteil im Gespensterschiffprozeß“ (16. November 1948). Die elf angeklagten SA-Männer wurden zu Freiheitsstrafen von einem Jahr Gefängnis bis zu zehn Jahren Zuchthaus verurteilt.

### Gedenktafel

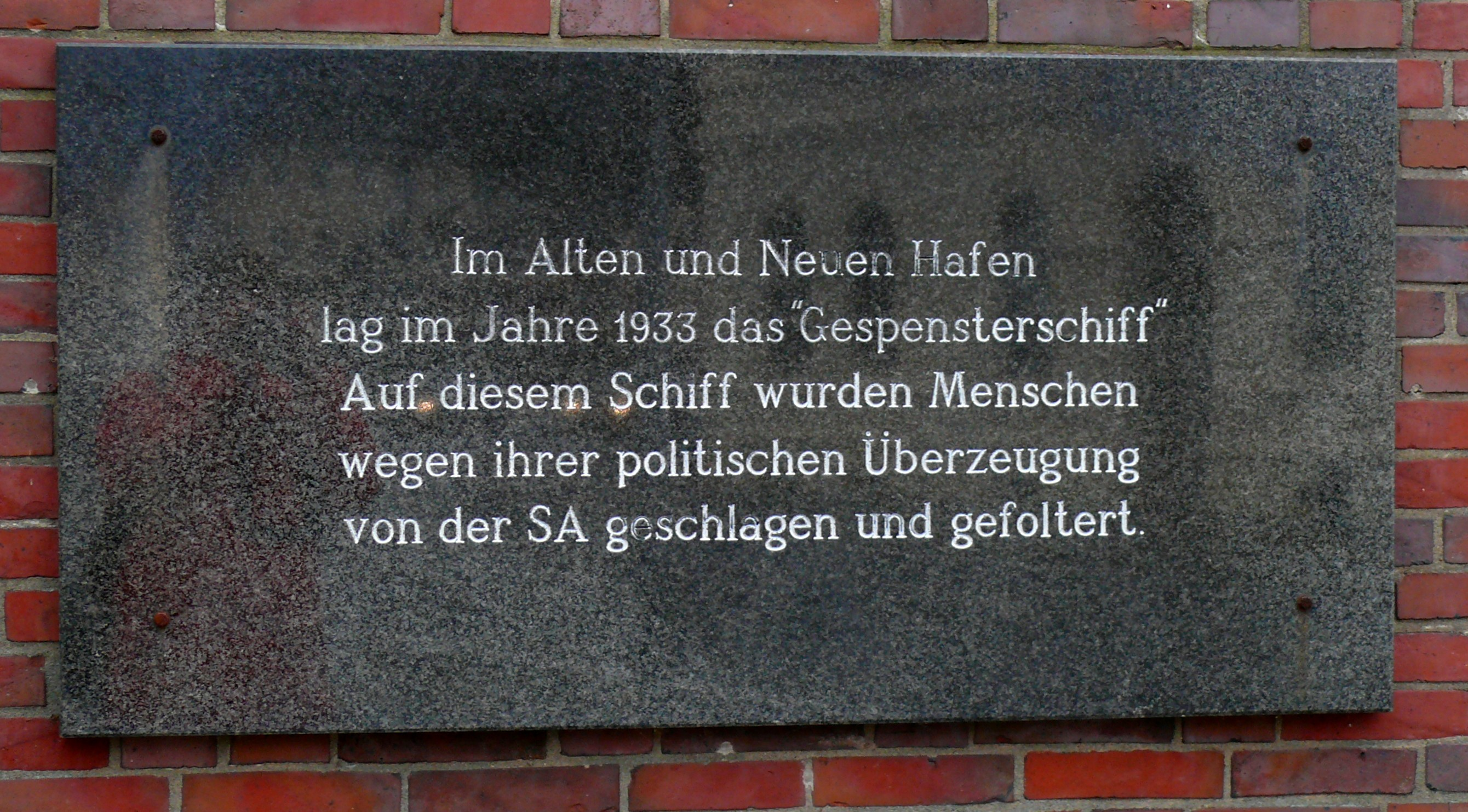
Mahntafel „Gespensterschiff“ an der Klappbrücke zwischen Altem und Neuen Hafen in Bremerhaven

Im Mai 1991 wurde am Maschinenhaus der Klappbrücke zwischen dem Alten und Neuen Hafen eine Gedenktafel angebracht, die auf das Geschehen an dieser Stelle im Jahre 1933 hinweist.